# Français Pour Une Nuit
Français Pour Une Nuit – wydawnictwo koncertowe heavymetalowej grupy Metallica, sfilmowane w Nîmes, we Francji 7 lipca 2009.
Zostało wydane 23 listopada 2009 roku. Koncert ukazał się w trzech wersjach: DVD z 16-stronicową książeczką, Blu-Ray z 16-stronicową książeczką oraz okrągły box zawierający DVD, CD Death Magnetic, koszulkę, laminat i pięć zdjęć z koncertu. Trzynaście z osiemnastu kompozycji zarejestrowanych podczas występu zostało wyemitowane 10 października 2009 roku na antenie francuskiej stacji telewizyjnej Canal+.

## Lista utworów
Opracowano na podstawie materiału źródłowego.
| Nr  | Tytuł utworu               | Autorzy                                | Długość |
| --- | -------------------------- | -------------------------------------- | ------- |
| 1.  | „Introduction (Blackened)” | Hetfield, Ulrich, Newsted              | 2:41    |
| 2.  | „Creeping Death”           | Hetfield, Ulrich, Burton, Hammett      | 6:25    |
| 3.  | „Fuel”                     | Hetfield, Ulrich, Hammett              | 4:31    |
| 4.  | „Harvester of Sorrow”      | Hetfield, Ulrich                       | 6:07    |
| 5.  | „Fade to Black”            | Hetfield, Ulrich, Burton, Kirk Hammett | 8:35    |
| 6.  | „Broken, Beat & Scarred”   | Hetfield, Ulrich, Trujillo, Hammett    | 6:37    |
| 7.  | „Cyanide”                  | Hetfield, Ulrich, Trujillo, Hammett    | 7:48    |
| 8.  | „Sad But True”             | Hetfield, Ulrich                       | 5:42    |
| 9.  | „One”                      | Hetfield, Ulrich                       | 7:53    |
| 10. | „All Nightmare Long”       | Hetfield, Ulrich, Trujillo, Hammett    | 9:30    |
| 11. | „The Day That Never Comes” | Hetfield, Ulrich, Trujillo, Hammett    | 8:31    |
| 12. | „Master of Puppets”        | Hetfield, Ulrich, Burton, Hammett      | 7:58    |
| 13. | „Dyers Eve”                | Hetfield, Ulrich, Hammett              | 7:11    |
| 14. | „Nothing Else Matters”     | Hetfield, Ulrich                       | 5:54    |
| 15. | „Enter Sandman”            | Hetfield, Ulrich, Hammett              | 9:17    |
| 16. | „Stone Cold Crazy”         | May, Mercury, Deacon, Taylor           | 2:26    |
| 17. | „Motorbreath”              | Hetfield                               | 5:48    |
| 18. | „Seek & Destroy”           | Hetfield, Ulrich                       | 13:03   |
|     |                            |                                        | 2:05:57 |

## Twórcy
Opracowano na podstawie materiału źródłowego.
- James Hetfield - śpiew, gitara rytmiczna
- Lars Ulrich - perkusja
- Kirk Hammett - gitara prowadząca
- Robert Trujillo - gitara basowa
- Greg Fidelman - miksowanie
- Stéphane Saunier - produkcja
- Ross Halfin - zdjęcia

## Wydania
| Rok  | Nr katalogowy | Format                            | Wytwórnia                         | Region |
| ---- | ------------- | --------------------------------- | --------------------------------- | ------ |
| 2009 | 272 083 1     | Blu-ray                           | Universal International Music BV  | Europa |
| 2009 | 272 082 9     | DVD-V                             | Universal Music, Vertigo, Mercury | Europa |
| 2009 | 272 083 2     | Box, Ltd + DVD-V, PAL + CD, Album | Vertigo, Mercury, Universal Music | Europa |